# Hotel Patria

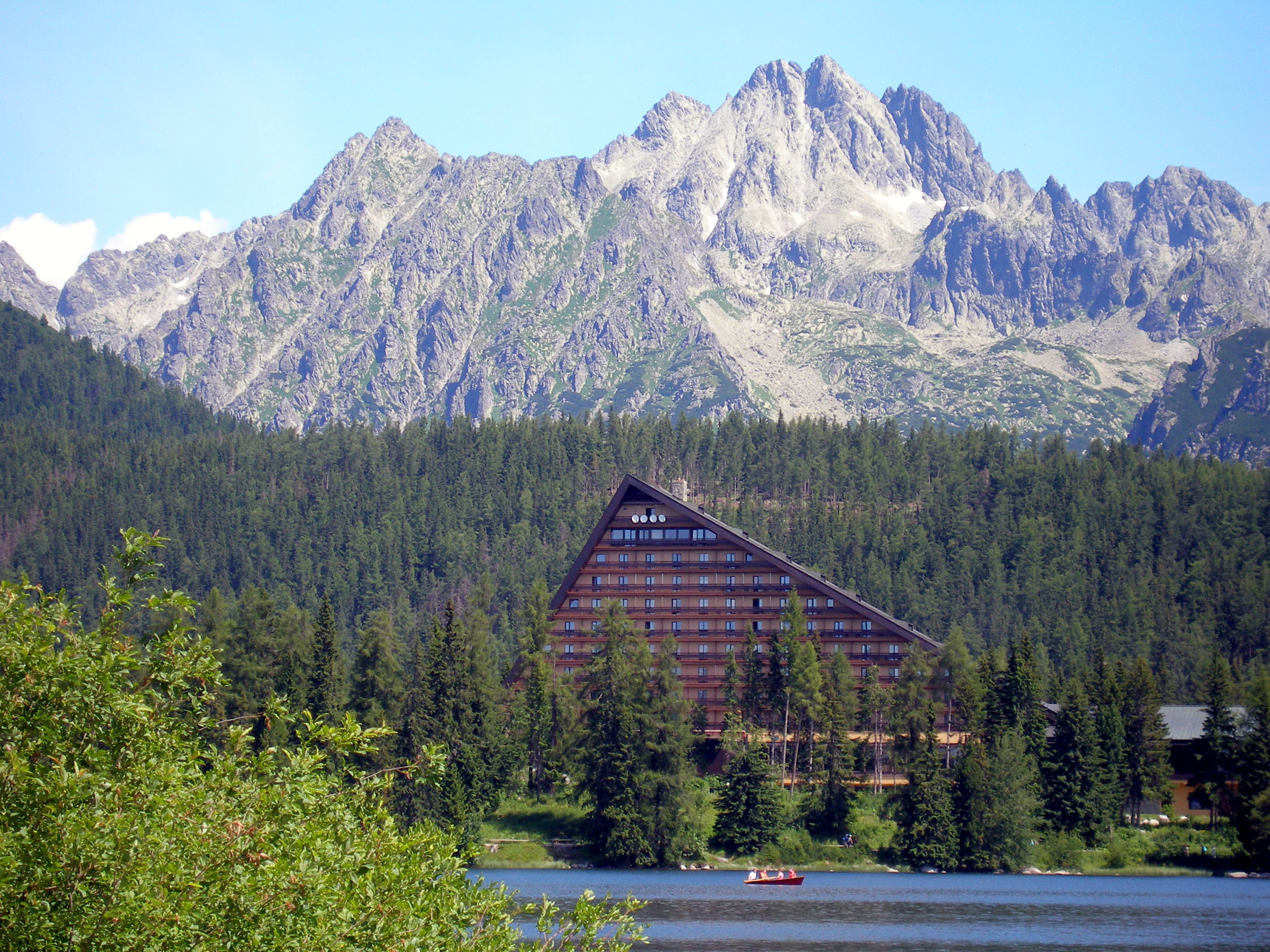
Hotel Patria

Hotel Patria je hotel u Štrbského Plesa. Je pojmenován podle Patrie, jednoho z tatranských štítů, pod nimiž leží.
Soutěž na projekt hotelu v této lokalitě proběhla poprvé v letech 1958 – 1959, její výsledky však nebyly realizovány. Projekt nakonec vypracoval a v letech 1968 – 1973 realizoval Zdeněk Řihák, český architekt hotelových staveb.
Hotel se skládá ze dvou staveb se sedlovými střechami sahajícími po zem s asymetrickým hřebenem. Střecha vyššího z objektů kopíruje svým sklonem svah Patrie. Hřebeny obou objektů jsou navzájem kolmé. Na stavbě hotelu byly použity tradiční materiály.
Hotel má kapacitu 302 lůžek na dvanácti podlažích vyššího z objektů. V nižší budově je umístěno hospodářské zázemí, společenské a stravovací zařízení. Gastronomické provozy jsou všechny přístupné z jedné dlouhé chodby zakončené restaurací.